# Mustafa Reşit Akçay
Mustafa Reşit Akçay (* 12. Dezember 1958 in Trabzon) ist ein türkischer Fußballtrainer.

## Trainerkarriere
Akçay startete seine Trainerkarriere in seiner Heimatprovinz Trabzon und arbeitete in den 1980er Jahren bei Trabzon İdmangücü. 1992 wurde er von Trabzonspors damaligen Vereinspräsidenten Sadri Şener zu diesem Verein geholt und damit beauftragt, die Nachwuchsabteilung umzugestalten. Selbst aus Trabzon arbeitete er hier fünf Jahre lang und hatte Anteil daran, dass solche Stars wie Fatih Tekke und Gökdeniz Karadeniz entdeckt wurden. 1997 folgte er dem ebenfalls aus Trabzon stammenden Trainer Giray Bulak zu Vanspor und arbeitete hier eine halbe Spielzeit in der Jugendabteilung. Später assistierte er der Reihe nach Bulak als Co-Trainer  bei Göztepe Izmir, Sakaryaspor und Trabzonspor.
Nach einer kurzen Tätigkeit als Jugendtrainer in der Nachwuchsabteilung Trabzonspors übernahm er das erste Mal in seiner Trainerlaufbahn den Cheftrainerposten und trainierte den Amateurverein Bulancakspor.
Zur Rückrunde der Saison 2001/02 kündigte er diese Position und assistierte erneut Giray Bulak, diesmal bei Antalyaspor und anschließend bei Elazığspor.
Ab 2003 arbeitete er wieder als Cheftrainer und betreute der Reihe nach Gümüşhanespor und Pazarspor.
2005/06 übernahm er die Reservemannschaft Trabzonspors und trainierte diese eine Spielzeit lang.
Die nachfolgenden Jahre trainierte er mehrere Vereine der unteren türkischen Ligen ohne erwähnenswerte Erfolge.
Im Oktober 2010 übernahm er den Cheftrainerposten des drittklassigen Provinzvereins TKİ Tavşanlı Linyitspor. Diesen bisher unbekannten Verein machte er überraschend zum Relegationssieger der TFF 2. Lig und erreichte damit den Aufstieg in die zweithöchste türkische Liga, in die TFF 1. Lig. Mit diesem Erfolg machte er das erste Mal auf sich aufmerksam. In der TFF 1. Lig setzte er sich mit seinem Verein an der Tabellenspitze fest und übernahm zeitweilig sogar die Tabellenführung. Zum Saisonende schaffte es der Verein in die Relegation der TFF 1. Lig und verpasste hier in vorletzter Instanz den Aufstieg in die Süper Lig. Dieser Erfolg wurde von der Fachpresse Akçay zugesprochen. Akçay hatte während der Schlussphase große Auseinandersetzungen mit der örtlichen Presse der Stadt Tavşanlı, weil er sich weigerte, seine Ziele mit der Mannschaft offen auszusprechen. Zum Saisonende trennte er sich nach gegenseitigem Einverständnis mit der Vereinsführung und wurde durch Coşkun Demirbakan ersetzt.
Akçay selber übernahm trotz zahlreicher Angebote zu geringeren Konditionen den Drittligisten und Zweitverein Trabzonspors, 1461 Trabzon. Mit einem Kader aus sehr jungen Spielern, die zum Großteil von Trabzonspor ausgeliehen wurden, erreichte seine Mannschaft die Meisterschaft der TFF 2. Lig und damit den direkten Aufstieg in die TFF 1. Lig.
Mit dem Ende der Profiligen zum Sommer 2013 wurde bei Trabzonspor mit İbrahim Hacıosmanoğlu ein neuer Vereinspräsident gewählt. Dieser stellte als eine seiner ersten Amtshandlungen Akçay als neuen Cheftrainer von Trabzonspor vor.
Nachdem Akçays Team einen schlechten Start in die Rückrunde vorlag, löste er nach gegenseitigem Einvernehmen mit seinem Klub seinen Vertrag auf und verließ Trabzonspor.
Obwohl Akçay nach seinem Abschied von Trabzonspor mehrere Angebote aus der Süper Lig erhalten hatte, nahm er keines dieser Angebot an und erklärte sich bis zum Saisonende ausruhen zu wollen. Im Sommer 2014 nahm er das Angebot beim Erstligisten Akhisar Belediyespor an und unterschrieb hier einen Einjahresvertrag. Nach neun sieglosen Spielen trennte sich Akhisar Belediyespor von Akçay.
Für die Spielzeit 2015/16 übernahm Akçay den neuen Erstligisten Osmanlıspor FK.

## Erfolge
Mit TKİ Tavşanlı Linyitspor
- Playoff-Sieger der TFF 2. Lig und Aufstieg in die TFF 1. Lig: 2009/10

Mit 1461 Trabzon
- Meister der TFF 2. Lig und Aufstieg in die TFF 1. Lig: 2011/12

Mit Kocaelispor
- Playoff-Sieger der TFF 2. Lig und Aufstieg in die TFF 1. Lig: 2020/21